# Карлссон, Эва
Э́ва Гуни́лла Ка́рлссон-У́льссон (швед. Eva Gunilla Karlsson-Ohlsson; 21 сентября 1961, Карлскуга) — шведская гребчиха-байдарочница, выступала за сборную Швеции в первой половине 1980-х годов. Серебряная призёрша летних Олимпийских игр в Лос-Анджелесе, бронзовая призёрка чемпионата мира, победительница многих регат национального и международного значения.

## Биография
Эва Карлссон родилась 21 сентября 1961 года в городе Карлскуга, лен Эребру. Активно заниматься греблей начала с раннего детства, проходила подготовку в местном каноэ-клубе под названием «Буфурс».
Первого серьёзного успеха на взрослом международном уровне добилась в 1981 году, когда попала в основной состав шведской национальной сборной и побывала на чемпионате мира в английском Ноттингеме, откуда привезла награду бронзового достоинства, выигранную на полукилометровой дистанции в четвёрках — в финальном заезде её обошли лишь команды из СССР и ГДР.
Благодаря череде удачных выступлений удостоилась права защищать честь страны на летних Олимпийских играх 1984 года в Лос-Анджелесе — в составе четырёхместного экипажа, куда также вошли гребчихи Агнета Андерссон, Сюзанна Виберг и Анна Ульссон, завоевала здесь серебряную медаль на пятистах метрах — лучше финишировала только команда из Румынии. Вскоре после этой Олимпиады приняла решение завершить карьеру профессиональной спортсменки, уступив место в сборной молодым шведским гребчихам.
Замужем за шведским байдарочником Томасом Ульссоном, который тоже принимал участие в Олимпийских играх 1984 года и тоже выиграл там серебряную медаль.